# Glauca (hija de Saturno)
En la mitología romana Glauca era la hija menor de Saturno según un mito transmitido por Lactancio.
El autor, citando como autoridad a Ennio, dice que Titán y Saturno, hijos de Cielo y Vesta, disputaban por el gobierno paterno. Como quiera que Vesta y sus hijas Ope y Ceres apoyaban a Saturno, Titán consintió que su hermano fuera rey. Pactaron que si Saturno tenía hijos varones no los criaría y así mataron al hijo primogénito concebido entre Ope y Saturno. Del resto de hijos escondieron a Júpiter, Neptuno y Plutón para engañar a Titán pero sus hijas, Juno y Glauca, fueron presentadas ante Titán. Glauca era la hermana gemela de Plutón y la última en nacer de entre sus hermanos no obstante de ella se dice que murió siendo aún pequeña.
Alternativamente Glauca pudiera ser o no el mismo personaje citado por Cicerón. En una versión racionalizante dice que el padre de la tercera Diana es Upis (cf. Opis), según la tradición, y su madre Glauca; los griegos la llaman a menudo Upis, con el nombre de su padre.